# 20649 Мікленов
20649 Мікленов (20649 Miklenov) — астероїд головного поясу, відкритий 10 жовтня 1999 року.
Тіссеранів параметр щодо Юпітера — 3,277.